# Aplysia kurodai
Aplysia kurodai is een slakkensoort uit de familie van de Aplysiidae. De wetenschappelijke naam van de soort is voor het eerst geldig gepubliceerd in 1937 door Baba.